# Kent Conrad
Gaylord Kent Conrad (ur. 12 marca 1948 w Bismarck) – senator Stanów Zjednoczonych ze stanu Dakota Północna, działacz Partii Demokratycznej oraz, na szczeblu stanu, North Dakota Democratic NPL Party.

## Życiorys
Urodzony w Bismarck w rodzinie pochodzenia niemieckiego, Conrad został osierocony w młodym wieku i wzięty na wychowanie przez swoich dziadków. Ukończył Phillips Exeter Academy, uczęszczał też kilka lat do szkoły średniej w Trypolisie w Libii.
Po ukończeniu uczelni zaczął karierę polityczną jako asystent stanowego komisarza ds. podatków i późniejszego kolegi w Senacie Byrona Dorgana, którego stanowisko zajął w roku 1980, piastując jego do czasu pierwszego wyścigu do Senatu w 1986.
Wybrany został na to stanowisko, pokonując zasiadającego republikanina Marka Andrewsa. W czasie kampanii przyrzekł, że nie będzie starał się o odnowienie tego mandatu, jeżeli deficyt budżetowy, bardzo wysoki w okresie administracji prezydentów Ronalda Reagana i George’a H.W. Busha, nie obniży się podczas jego kadencji. Deficyt nie spadł, i z tego tytułu zrezygnował z ponownej walki, a prawybory (i wybory właściwe) wygrał Dorgan.
Jednakże Conrad dostał niezwykłą szansę pozostania w Senacie, kiedy zajmujący drugie miejsce w Senacie obok niego kolega partyjny Quentin Burdick zmarł nagle we wrześniu 1992. Gubernator mianował na jego miejsce wdowę po nim Jocelyn Burdick, ale prawybory przed specjalnymi wyborami wygrał Conrad, wygrywając i wybory. Jest więc jedyną osobą, która w tym samym dniu zajmowała dwa mandaty senackie. Zaprzysiężono go w grudniu 1992, a na miejsce, z którego zrezygnował, mianowano Dorgana, który w ten sposób zasiadł w Senacie przez kilka tygodni upływającej kadencji. Conrad zasiada w izbie wyższej Kongresu do chwili obecnej. Wybierano go ponownie w latach 1994, 2000 i 2006. 
Jako senator należy do umiarkowanych demokratów. Popiera m.in. ograniczenia w prawie do przerywania ciąży oraz zachowanie pełnego prawa do posiadania broni palnej. W styczniu 2006, jako jeden z tylko czterech (innymi byli Robert Byrd, Ben Nelson i Ken Salazar) demokratów w Senacie głosował za zatwierdzeniem Samuela Alito jako sędziego Sądu Najwyższego. Mimo tego ostatniego faktu zalicza się do krytyków polityki prezydenta George’a W. Busha w sprawach gospodarczych (jest najwyższym rangą demokratą w komisji ds. budżetu) i zagranicznej (jako jeden z zaledwie 23 senatorów, w tym 21 demokratów, jednego republikanina i jednego niezależnego, głosował przeciwko prezydenckiemu planowi inwazji na Irak w 2002.
W kwietniu 2006 został zaliczony przez tygodnik „Time” do „10 najlepszych senatorów w USA”.
W listopadzie 2006 został wybrany na kolejną kadencję, nie ubiegał się o kolejną reelekcję w 2012. W chwili złożenia mandatu był jedynym unitarianinem w Senacie.